# 1448

## Události
- Jiří z Poděbrad dobyl Prahu
- 17. - 20. října – Druhá bitva na Kosově poli

### Probíhající události
- 1436–1449: Lučchuan-pchingmienské války
- 1448–1449: Povstání Teng Mao-čchiho

## Narození
- 15. května – Jindřich I. Starší, kníže minsterberský a olešnický († 1498)

## Úmrtí
- 5. ledna – Kryštof III. Bavorský, dánský a švédský a norský král (* 1416)
- 21. června – Theodoros II. Palaiologos, morejský despota (* 1395/1396)
- 31. října – Jan VIII. Palaiologos, byzantský císař (* 1392)
- 20. prosince – Jan z Příbrami, český spisovatel a kazatel (* ?)
- ? – Ču Čchüan, kníže z Ning, čínský umělec (* 1378)

## Hlavy států
- České království – Ladislav Pohrobek
- Svatá říše římská – Fridrich III.
- Papež – Mikuláš V.
- Anglické království – Jindřich VI.
- Francouzské království – Karel VII.
- Polské království – Kazimír IV. Jagellonský
- Uherské království – Ladislav Pohrobek
- Litevské knížectví – Kazimír IV. Jagellonský
- Říše Inků – Pachacútec Yupanqui
- Byzantská říše – Jan VIII. Palaiologos – Konstantin XI. Dragases Palaiologos